# No. 18 Squadron RAF
No. 18 Squadron RAF brytyjska jednostka lotnicza utworzona 11 maja 1915 w Northolt z Nr 4 Reserve Squadron.
Jednostka została wyposażona w samoloty Vickers FB.5 i skierowana na front francuski została wysłana w listopadzie 1915 roku i umieszczona najpierw na lotnisku St. Omer, a następnie Treizennes.
Piloci jednostki wykonywali zadania rozpoznawcze oraz wspomagające. W kwietniu 1916 roku jednostka została przezbrojona w samoloty Royal Aircraft Factory F.E.2, a w maju 1917 roku w Airco DH.4.
Po zakończeniu wojny jednostka była częścią sił okupacyjnych i powróciła do Wielkiej Brytanii we wrześniu 1919 roku. Został rozwiązany 31 grudnia 1919 roku w Weston-on-the-Green.
W całym okresie I wojny światowej odniosła 6 zwycięstw.
Łącznie w jednostce w okresie I wojny światowej służyło paru asów myśliwskich m.in.:
- Giles Noble Blennerhasset (8), Victor Henry Huston (6), Robert Wallace Farquhar[2] (1).

## Okres międzywojenny i II wojna światowa
20 października 1931 roku jednostka został ponownie powołana do istnienia. Została sformowana z jednej z eskadr No. 49 Squadron RAF jako jednostka bombowców dziennych. Została wyposażona w Hawker Hart i stacjonowała w Upper Heyford. W 1939 roku została wyposażona w samoloty Bristol Blenheim.
W momencie wybuchu wojny jednostka brała udział w obronie Wielkiej Brytanii, a w maju 1940 roku została wysłana do Francji, gdzie walczył przez 10 dni. Po powrocie do Wielkiej Brytanii jednostka brała udział w bitwie o Anglię, a po jej reorganizacji została przeniesiona w rejon morza śródziemnego. Od października 1941 do stycznia 1942 roku stacjonowała i walczyła z lotniska na Malcie. Po ewakuacji ostatnich pięciu samolotów do Egiptu, 18 dywizjon został rozwiązany 21 marca 1942. W tym samym czasie część personelu jednostki przebywająca w Wielkiej Brytanii rozpoczęła organizację dywizjonu w nowej odsłonie. Jednostka osiągnęła zdolność bojową i weszła do akcji 26 kwietnia 1942 roku. Wyposażona była dalej w samoloty Bristol Blenheim IV, które we wrześniu zostały zastąpione nową wersją Bristol Blenheim V. W listopadzie 1942 roku jednostka została przeniesiona do Algierii. W czasie walk w Tunezji (listopad - grudzień 1942) w czasie nalotu na niemieckie lotnisko w Chouigui zginął jej ówczesny dowódca Wing Commander Hugh Gordon Malcolm, który pośmiertnie został odznaczony Krzyżem Wiktorii. Do końca II wojny światowej jednostka pozostała w rejonie morza śródziemnego, operując na Sycylii oraz w południowych Włoszech. Jednostka została rozwiązana 31 marca 1946 roku.

## Okres powojenny
18 dywizjon pojawił się ponownie 1 września 1946 roku w wyniku reorganizacji RAF-u i przemianowania No. 621 Squadron RAF stacjonującego w Egipcie w Ein Shemer. Jednostka operowała w rejonie morza śródziemnego i wyposażona była w samoloty Lancaster. Jednak po dwóch tygodniach została zlikwidowana. 15 marca 1947 roku No. 1300 Squadron RAF - meteorologiczny stacjonujący w Butterworth w Malezji został przemianowany na 18 Squadron RAF, lecz i ta jednostka został wkrótce bo 15 listopada 1947 roku rozwiązana.
W niecały miesiąc później w Waterbeach w Cambridgeshire sformowano nowy 18 dywizjon wyposażony w samoloty transportowe Dakota. Jednostka natychmiast została włączona do akcji transportowej na tereny okupowanych przez aliantów Niemiec, w 1948-1949 brała udział w Berlin Airlift. Po zakończeniu blokady Berlina jednostka znowu została rozwiązana 20 lutego 1950 roku. W trzy lata później 1 sierpnia 1953, w Scampton, utworzono lekki dywizjon bombowy z numerem 18, jednak i ta jednostka został 1 lutego 1957 roku rozwiązana.
Ostatnie powołanie jednostki do życia odbyło się 16 grudnia 1958 roku kiedy to eskadra C z No. 199 Squadron RAF została wydzielona i oznaczona No. 18 Squadron RAF. Jednostka została wyposażona w samoloty Vickers Valiant. W 1964 roku nastąpiła reorganizacja jednostki, jej przezbrojenie i zmiana jej charakteru z bombowej na helikopterową. W sierpniu 1970 roku została przeniesiona do jednostki w Gütersloh w Niemczech gdzie pozostała do listopada 1980 roku. Po powrocie do Wielkiej Brytanii została wyposażona w śmigłowce Boeing CH-47 Chinook i ponownie wysłana do Niemiec gdzie przebywała od sierpnia 1983 do sierpnia 1997 roku.

### Oznaczenia jednostki
- GU - maj 1939 - wrzesień 1939
- WV - wrzesień 1939 - październik 1942
- B -
- BA - BZ - sierpień 1981 - obecnie

### Wyposażenie jednostki[3]
- Maurice Farman Shorthorn - maj 1915 - listopad 1915
- Vickers FB.5 - wrzesień 1915 - kwiecień 1916
- Airco DH.2 - styczeń 1916 - kwiecień 1916
- Royal Aircraft Factory F.E.2 - kwiecień 1916 - czerwiec 1917
- Airco DH.4 - czerwiec 1917 - październik 1918
- Airco DH.9 - wrzesień 1918 - sierpień 1919

- Hawker Hart - październik 1931 - maj 1936[4]
- Hawker Hind - kwiecień 1936 - maj 1939
- Bristol Blenheim, v. I, IV, V - maj 1938 - kwiecień 1943
- Douglas DB-7 - luty 1943 - marzec 1946
- Avro Lancaster - wrzesień 1946 - październik 1946
- Dakota - grudzień 1947 - luty 1950
- English Electric Canberra - sierpień 1953 - styczeń 1957
- Vickers Valiant - grudzień 1958 - marzec 1963
- Westland Wessex - styczeń 1964 - listopad 1980
- Boeing CH-47 Chinook - sierpień 1981 - obecnie